# Pseudococcus macrocirculus
Pseudococcus macrocirculus är en insektsart som beskrevs av John Wyman Beardsley 1966. 
Pseudococcus macrocirculus ingår i släktet Pseudococcus och familjen ullsköldlöss. Artens utbredningsområde är Palau. Inga underarter finns listade i Catalogue of Life.